# A30 road
Die A30 road (englisch für Straße A30) ist eine 457 km lange, teilweise als Primary route ausgewiesene Straße in England, die London im Osten mit der Landspitze Land’s End im äußersten Westen von England verbindet.

## Verlauf

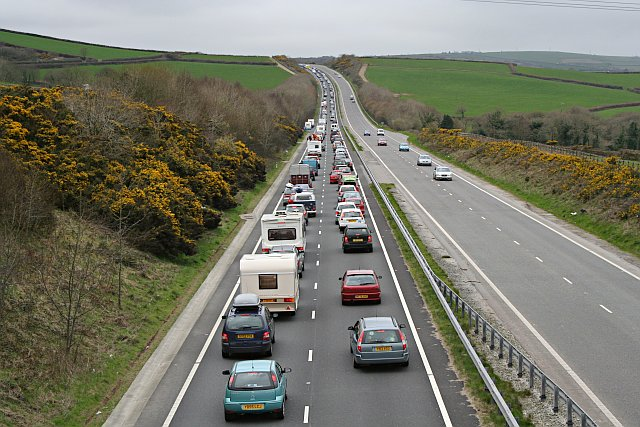
Die A30 bei Bodmin im Ferienverkehr

Die A30 beginnt im Stadtrandgebiet von London bei Henlys Roundabout, wo sie sich von der A4 road trennt, führt am Flughafen London Heathrow vorbei, kreuzt nach Staines-upon-Thames den Londoner Autobahnring M25 motorway und verläuft im Wesentlichen parallel zum M3 motorway über Bagshot und Basingstoke und weiter, mit einer Unterbrechung von rund 11 km, die durch die A303 road ausgefüllt wird, nach Salisbury. Dort kreuzt sie u. a. die A36 road. Nach Westen führt sie weiter über Shaftesbury, wo die A350 road kreuzt, Sherborne und Yeovil (Kreuzung mit der A37 road), Crewkerne und Chard nach Honiton. Rund 10 km nordöstlich dieser Stadt nimmt sie die A303 road auf und wird zur Primary route. Sie umgeht gemeinsam mit dem M5 motorway die Stadt Exeter und verläuft dann als double carriageway zweibahnig nach Westen weiter. Dabei berührt sie den Dartmoor-Nationalpark im Norden, zieht südlich an Okehampton vorbei, kreuzt die A386 road, führt südlich an Launceston vorbei und passiert das Bodmin Moor. Bodmin selbst bleibt westlich abseits der Straße. Östlich des Orts mündet die A36 road ein. Im weiteren Verlauf teilt sich die Straße ihren Lauf einen Abschnitt lang mit der A39 road. Ab Carland Cross war der vierstreifige Ausbau 2019 noch nicht abgeschlossen. Die Umfahrung von Redruth ist aber wieder vierstreifig, ebenso der folgende, an Camborne vorbeiführende Abschnitt. Weiter nach Westen wird die Straße zweistreifig und erreicht Penzance an der Südküste. Dort verliert sie ihre Eigenschaft als Primary route und führt noch über 16 km bis zu ihrem Endpunkt Land’s End.